# 莫尼特鎮區 (密歇根州)
莫尼特鎮區（英語：Monitor Township）是位於美國密歇根州貝縣的一個特設鎮區。

## 地方資料
莫尼特鎮區的面積為95.80平方千米，當中陸地面積為95.80平方千米，而水域面積為00.00平方千米。根據2020年美國人口普查的數據，當地共有人口10687人，而人口密度為每平方千米111.56人。